# Яковлев, Константин Яковлевич
Константин Яковлевич Яковлев — советский хозяйственный, государственный и политический деятель.

## Биография
Родился в 1922 году в деревне Пустынькасы. Член КПСС.
До 1942 — коллектор-геолог 8-й инженерно-геологической партии в Чебоксарах, 5-й инженерно-геологической партии в Куйбышеве, старший коллектор-геолог, прораб Куйбышевского геологического управления.
Участник Великой Отечественной войны: старший телеграфист радиороты 117-го отдельного Прутского полка связи 27-й армии.
Окончил радиотехнический факультет Горьковского политехнического института, Высшую партийную школу при ЦК КПСС.
В 1946—1952 — ученик-конструктор, конструктор, начальник конструкторского бюро Чебоксарского электроаппаратного завода.
В 1954—1964 — заведующий промышленно-транспортным отделом, секретарь, второй секретарь Чебоксарского горкома КПСС, заведующий промышленно-транспортным отделом Чувашского обкома КПСС.
В 1964—1975 — главный инженер, директор Чебоксарского электроаппаратного завода.
В 1975—1989 — главный конструктор, заместитель директора по общим вопросам, старший инженер-технолог Всесоюзного научно-исследовательского, проектно-конструкторского и технологического института релестроения (ВНИИР).
Делегат XXIII съезда КПСС.
Умер в 1994 году в Чебоксарах.

## Награды
- Орден Ленина
- Орден Отечественной войны II степени
- Орден Трудового Красного Знамени
- Орден Красной Звезды